# Hamburger Brand

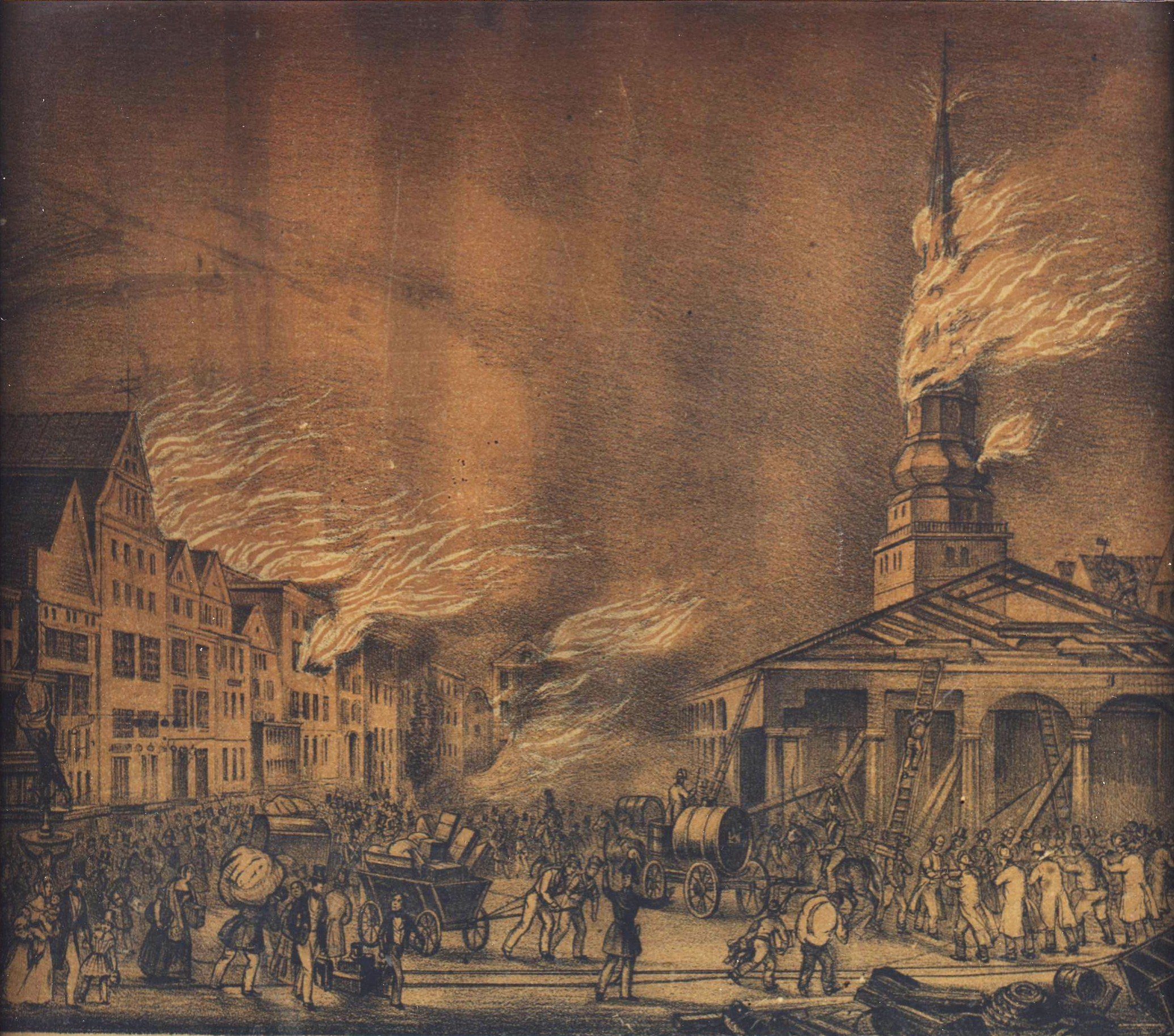
Hopfenmarkt und Nicolaikirche in Flammen. Der verhängnisvolle 5. Mai 1842. Zeitgenössische Druckgraphik

Der Hamburger Brand war ein verheerender Stadtbrand in Hamburg, der zwischen dem 5. Mai und dem 8. Mai 1842 große Teile der Altstadt zerstörte. Im Zusammenhang mit der Hamburger Geschichte wird häufig auch nur vom Großen Brand gesprochen. Das Feuer war noch in einer Entfernung von über 50 Kilometern sichtbar. Es gab Berichte, wonach man sogar in der Gegend von Spandau (d. h. rund 240 km entfernt) am 5. Mai „in der Richtung nach Hamburg zu eine eigenthümliche Rauchwolke und Nachts einen Lichtschein gesehen hatte, was man sich nun durch den Hamburger Brand“ erklärte. Zeitgenossen bezeichneten den Brand von Hamburg „seit jenem von Moskau“ als „wohl de[n] größte[n] im Norden unseres Welttheiles“.

## Verlauf

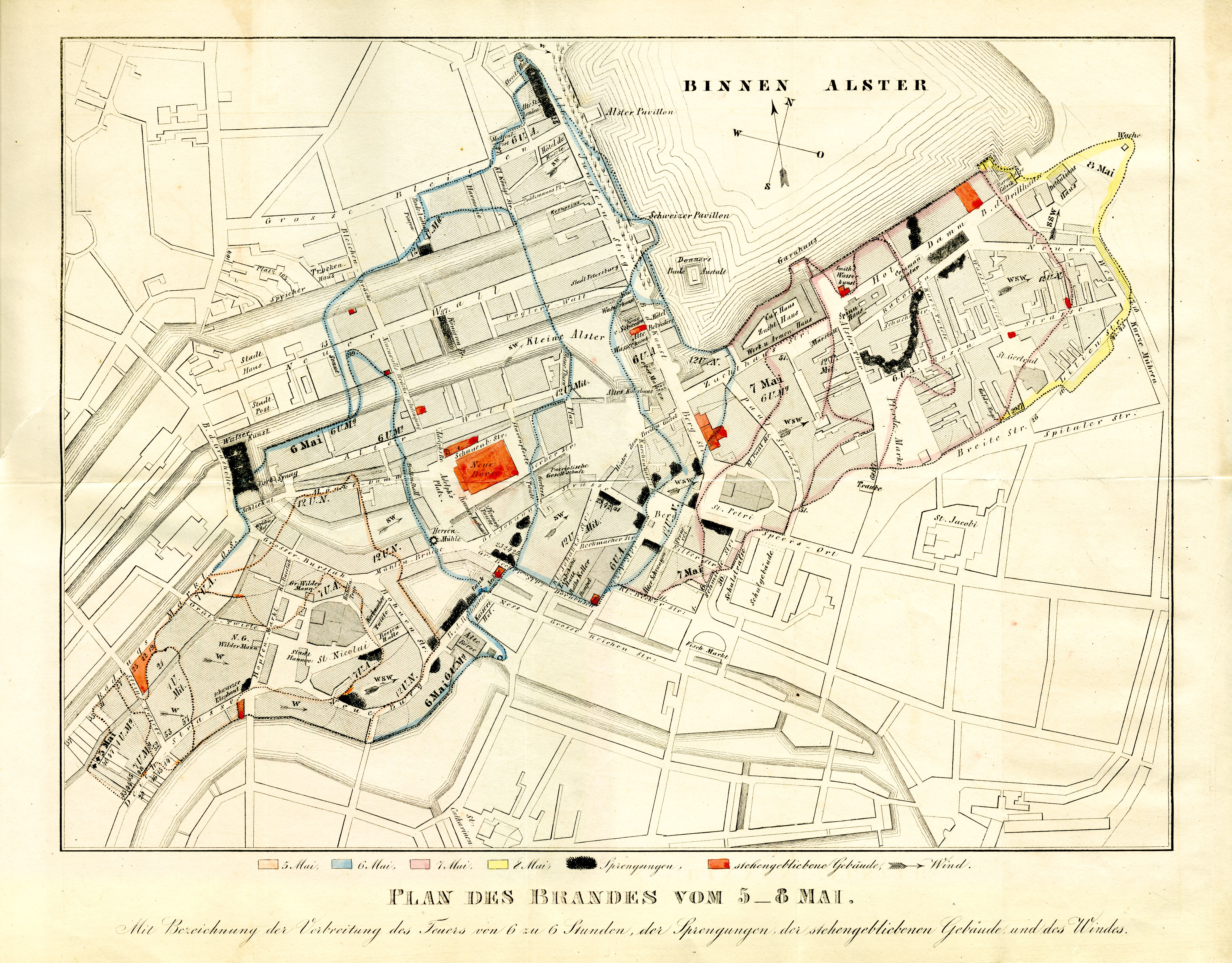
Zeitgenössische Karte des Brandgebietes mit farblich markiertem Brandverlauf, Sprengungen (schwarz) und geretteten Gebäuden (rot)

Das Feuer brach am 5. Mai 1842 gegen ein Uhr morgens im Haus Nr. 44 in der Deichstraße am Nikolaifleet beim Zigarrenmacher Eduard Cohen, nach anderen Quellen im Haus Nr. 42, aus. Die genaue Ursache des Brandes blieb ungeklärt. Es wurde von den Nachtwächtern schnell bemerkt, doch den herbeigeeilten Spritzenleuten gelang es nicht, das Feuer zu löschen oder sein Übergreifen auf weitere Häuser zu verhindern. Aufgrund der vorangegangenen Trockenheit und anhaltender Winde breitete es sich schnell aus. Zeitweise drohte das Feuer sogar auf den Cremon am östlichen Ufer des Nikolaifleets überzugreifen, doch konnten die kleineren Brandherde dort rechtzeitig erstickt werden. So weitete sich das Feuer im Nikolaiviertel hauptsächlich nach Norden und Westen aus. Überlegungen, die Ausweitung durch Sprengungen zu behindern, wurden aus Furcht vor möglichen Schadenersatzforderungen der Besitzer zunächst verworfen.
Am Morgen des 5. Mai, dem Himmelfahrtstag des Jahres 1842, war bereits ein erheblicher Teil des Nikolaiviertels von den Flammen erfasst. In der Nikolaikirche hielt man noch den morgendlichen Hauptgottesdienst, auch am Mittag fand ein weiterer, letzter Gottesdienst statt. Gegen 4 Uhr nachmittags geriet der Turm in Brand und konnte trotz großer Anstrengungen nicht gerettet werden. Erzählungen nach erklang das Glockenspiel durch die Hitzewirkung ein letztes Mal, dann stürzte der Turm gegen 5 Uhr ein und setzte das Kirchenschiff in Brand.

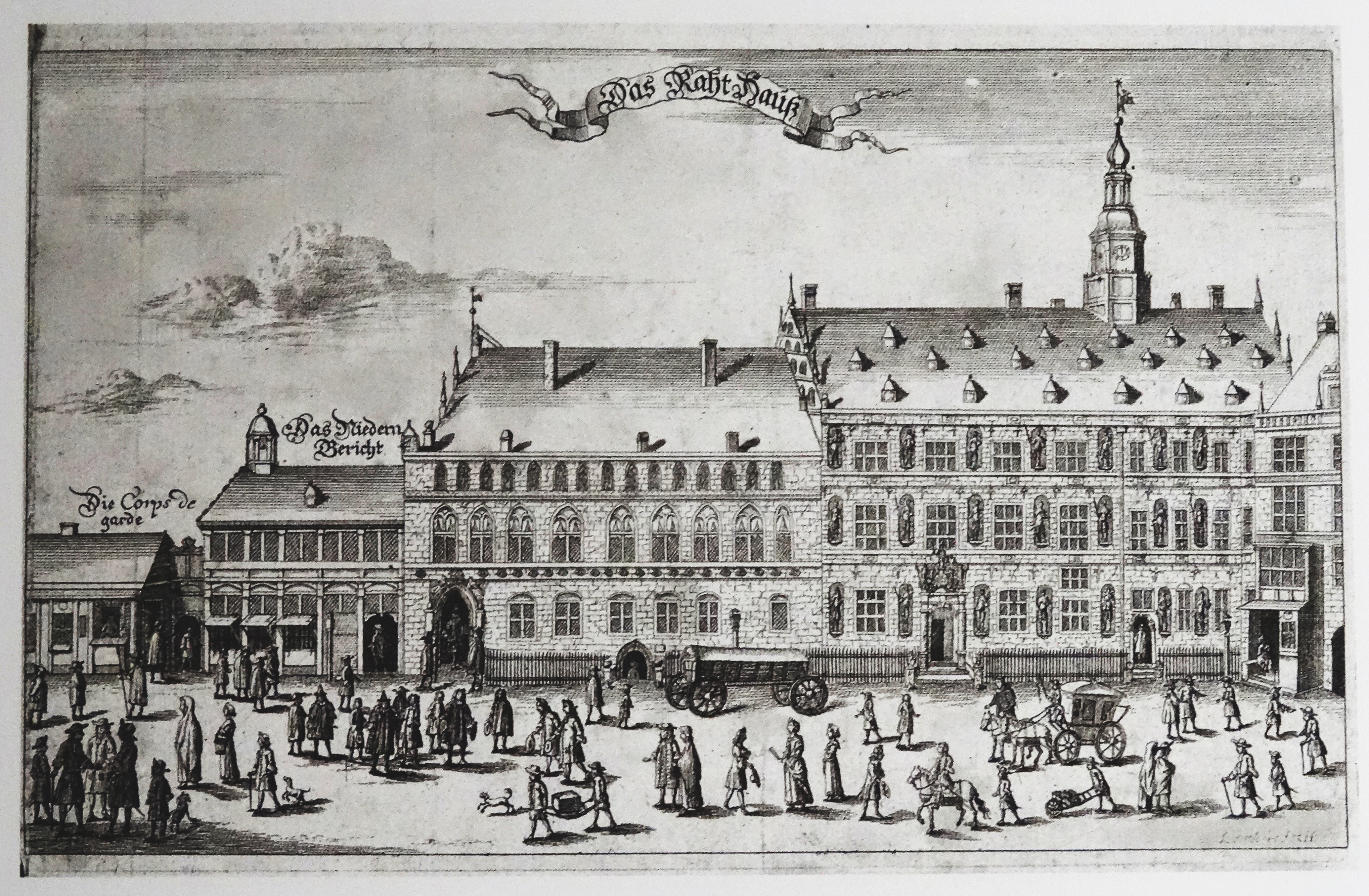
Das alte Hamburger Rathaus fiel dem Brand zum Opfer

Gegen Abend bedrohten die Flammen das alte Rathaus, das nordöstlich der Nikolaikirche an der Trostbrücke auf dem Platz stand, an dem sich heute das Haus der Patriotischen Gesellschaft befindet. Nachdem inzwischen ein Großteil der Akten in Sicherheit gebracht worden war, entschloss man sich, das Rathaus zu sprengen, doch die Sprengung gelang nur unvollständig, so dass die Flammen in den Trümmern ausreichend Nahrung fanden und sich über die Schneise hinaus ausbreiten konnten.
Im Verlauf des 6. Mai wanderte das Feuer nach Norden und erfasste das Gebiet, auf dem sich heute der Komplex der Börse und des Rathauses befindet. Es drohte die neue Börse zu erfassen, die erst im Dezember 1841 bezogen worden war. Obwohl das junge Gebäude zeitweise auf allen vier Seiten von Flammen umschlossen war, konnte es gerettet werden, unter anderem durch den beherzten Einsatz mehrerer Kaufleute unter Führung von Theodor Dill. Am Abend erreichte das Feuer den Jungfernstieg; eine weitere Ausbreitung nach Westen konnte hier jedoch durch gezielte Sprengungen aufgehalten werden. Zuvor war im Laufe des 6. Mai durch Dekret des Senats „der Senator Hudtwalcker mit diktatorischer Gewalt bekleidet“ worden. Artillerie wurde „per Dampfboot aus Stade requirirt, da alles Pulver in Hamburg und Altona verbraucht war“.
Nachdem ein Übergreifen auf die Neustadt verhindert worden war, breitete sich das Feuer weiter nach Osten und Norden aus. Am 7. Mai brannte trotz verzweifelter Rettungsversuche die Petrikirche nieder, ebenso die Gertrudenkapelle, die nicht wiederaufgebaut wurde; das Gelände südöstlich von Pferdemarkt und Spitalerstraße, einschließlich der Jacobikirche, blieb hingegen verschont. Binnenalster und Glockengießerwall geboten der Ausbreitung des Feuers schließlich Einhalt, und am 8. Mai brannte das letzte Haus in der Straße Kurze Mühren. Die erst nach dem Brand neu angelegte Verlängerung der Kurzen Mühren zum Ballindamm hin heißt deshalb heute Brandsende. (Die Brandstwiete in der südlichen Altstadt hat dagegen nichts mit dem Großen Brand zu tun, sondern leitet sich ab von dem Hamburger Bürger Hein Brand, dessen Festnahme 1410 zum Aufstand der Hamburger Bürger führte und zur ersten Hamburger Verfassung.)
Im Laufe der Zeit waren Spritzen (Feuerwehren) aus Städten der näheren und ferneren Nachbarschaft hinzugezogen worden, unter anderem aus Altona, Uetersen, Wedel, Wandsbek, Geesthacht, Lauenburg, Lübeck, Stade und Kiel.

„Wir haben eine schreckliche Nacht gehabt. Das Feuer wüthet noch immer fort und hat den ganzen Kern von Hamburg schon verzehrt. Die alte Börse, die alte Börsenhalle, das Rathhaus, die Bank liegen in Asche. Die Bankbücher sind geborgen. Jetzt brennt der ganze Dreckwall, und wenn der zwischen dem Dreckwall und dem neuen Wall liegende Graben den Flammen keinen Einhalt thut, so ist der Jungfernstieg auch verloren. Alles flüchtet sich vor die Thore. Viele Häuser sind durch Minen gesprengt und mehrere mit Kanonen eingeschossen worden, um dem Feuer Einhalt zu thun. Bis jetzt Alles vergebens!“

Gerüchte über eine mögliche Brandstiftung führten zu Misshandlungen von Verdächtigen, einige davon möglicherweise mit Todesfolge. Betroffen waren „Einheimische und Fremde, namentlich Engländer“, die teilweise ihr Leben bei der Brandbekämpfung eingesetzt hatten. Deshalb sah sich der Senat zu einer öffentlichen Bekanntmachung veranlasst, „daß bis jetzt kein Grund vorliegt, an jene Gerüchte absichtlicher Brandstiftung zu glauben“, und es der Senat als seine „unabweisliche Pflicht betrachten muß, gegen diejenigen, welche sich dennoch solche Mißhandlungen erlauben, mit scharfer Ahndung zu verfahren“.

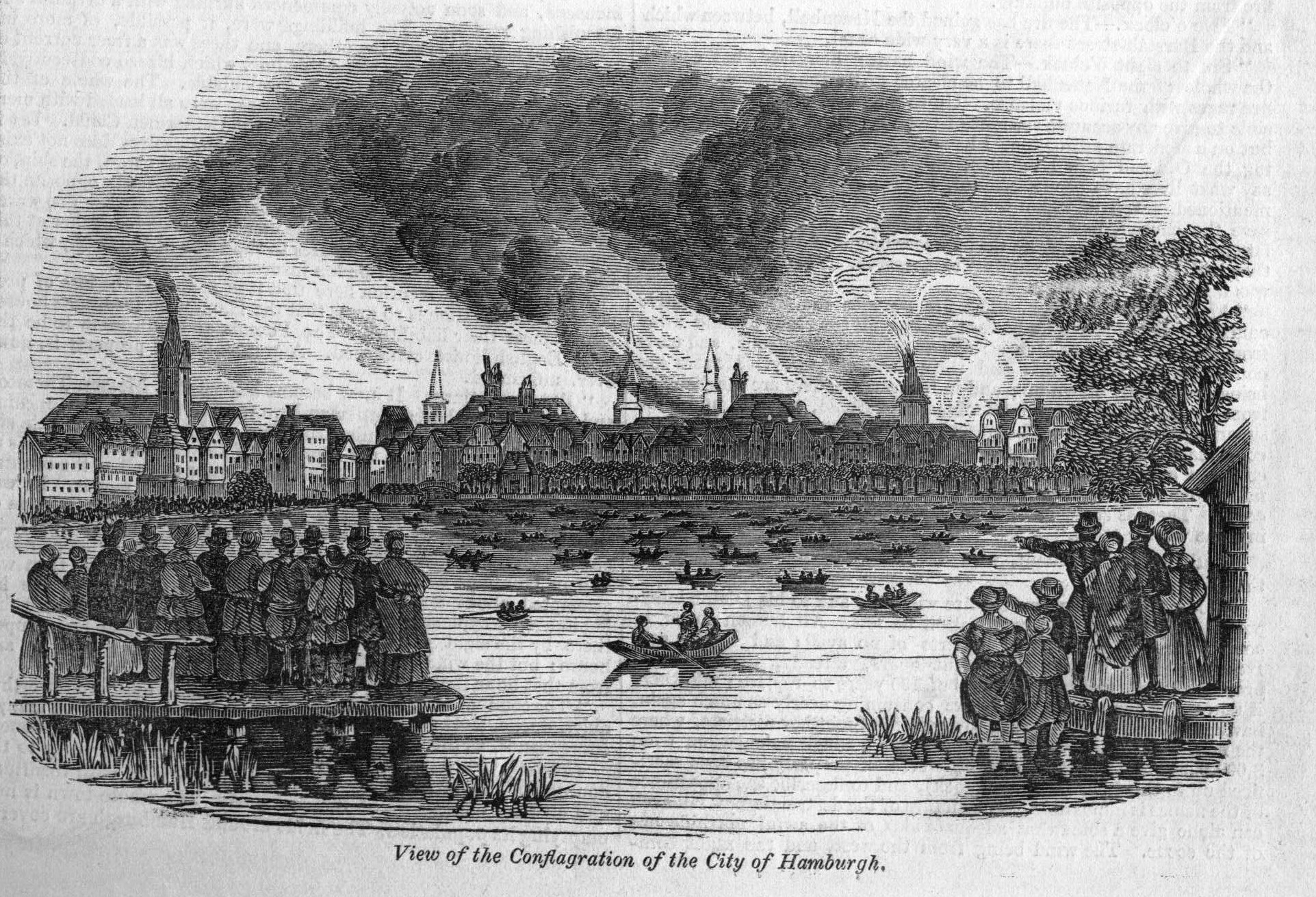
Zeichnung des Hamburger Brandes. Erschienen 1842 in der Illustrated London News
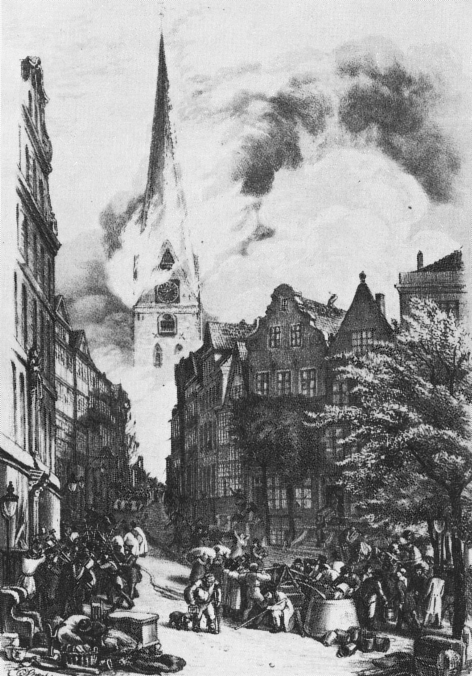
Die Petrikirche brennt
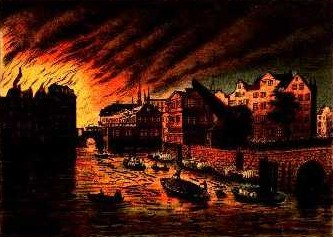
Bei der Zollenbrücke
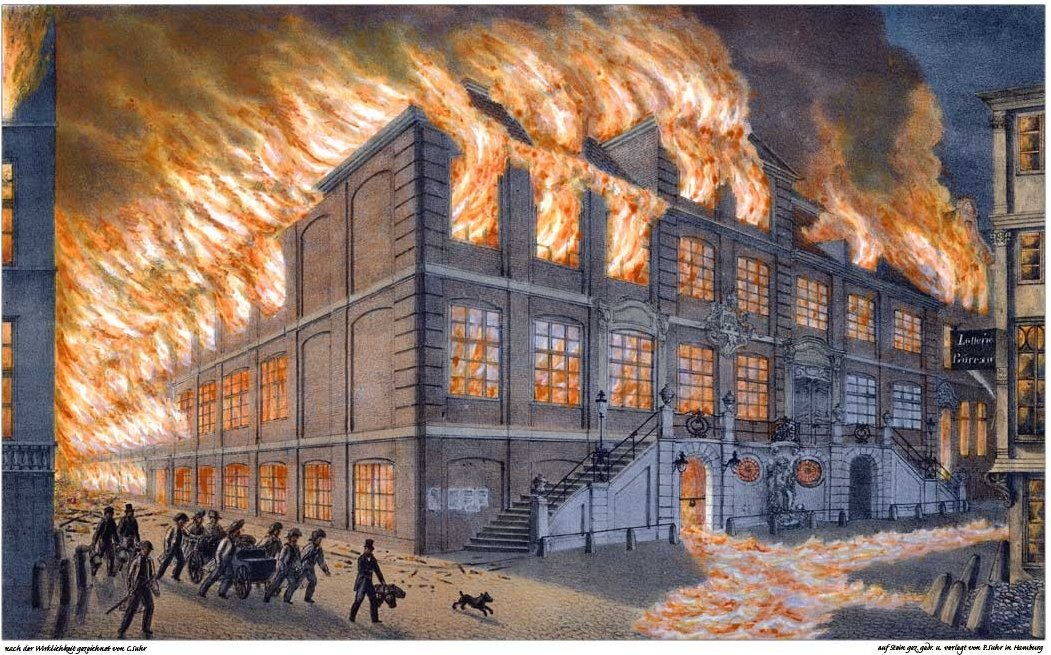
Eimbecksches Haus brennt am Abend des 6. Mai ab
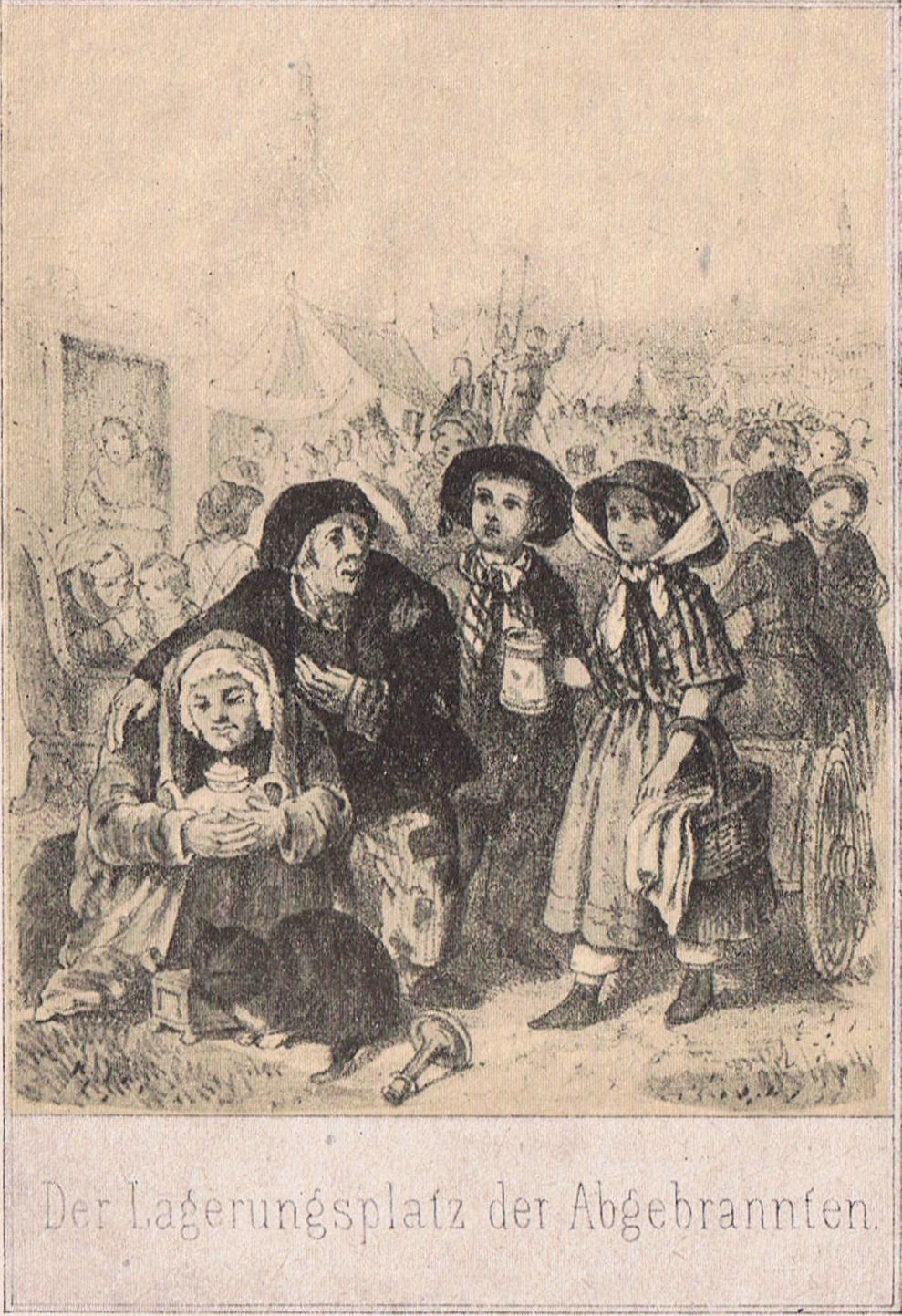
Illustration zu „Roland und Elisabeth“ von Elise Averdieck
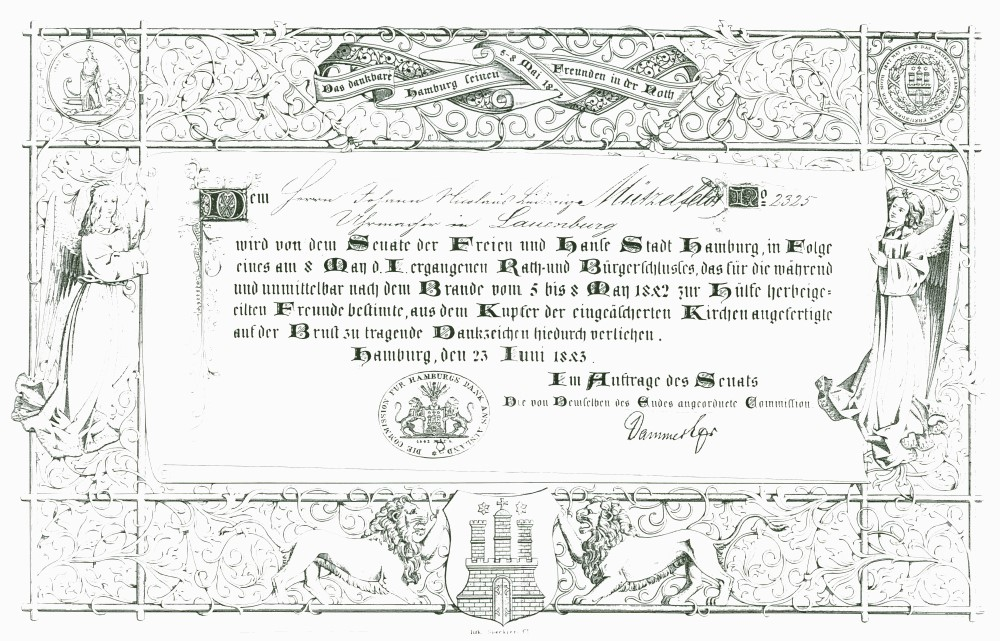
Verleihungsurkunde der Kleinen Hamburger Brandmedaille

## Folgen

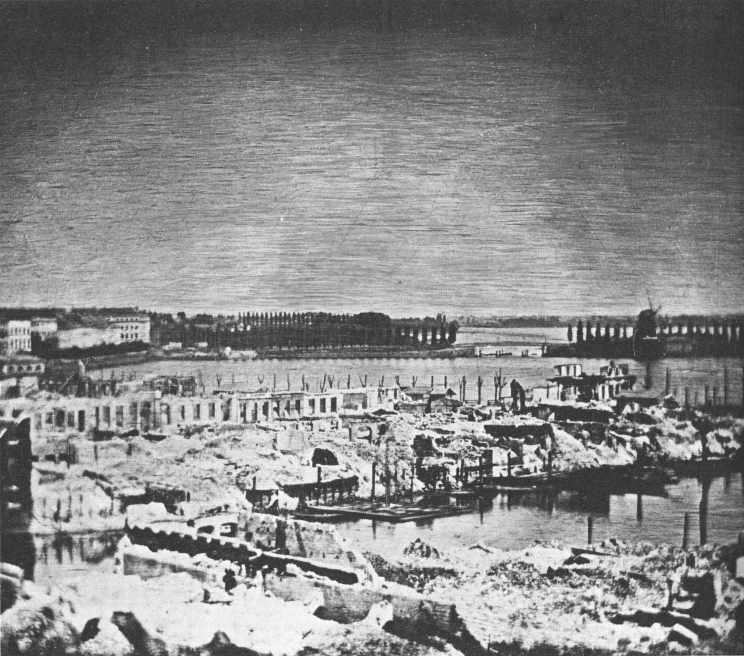
Zerstörungen von 1842 an Jungfernstieg und Kleiner Alster. Blick vom Dach der Börse Richtung Lombardsbrücke. Die Daguerreotypie von Hermann Biow gilt als erstes Foto von Hamburg.

Wiederaufbauplan mit alten und neuen Straßenverläufen

Der Große Brand verwüstete mehr als ein Viertel des damaligen Stadtgebietes. 51 Menschen kamen ums Leben, die Zahl der Obdachlosen wurde auf 20.000 geschätzt, die Zahl der zerstörten Häuser auf etwa 1700 in 41 Straßen. 102 Speicher waren ebenso zerstört wie drei Kirchen, darunter die Hauptkirchen St. Nicolai und St. Petri, das Rathaus, die Bank, das Archiv und das Commercium mit der alten Börse.
Über Jahre hinweg war das Stadtbild von den zerstörten Flächen und den darauf errichteten Behelfswohnungen geprägt, welche die Obdachlosigkeit von Bürgern und Gewerbe lindern sollten.
Bereits am 6. Mai hatte sich im Haus des Kaufmanns August Abendroth ein Hilfsverein für die Opfer der Brandes konstituiert, dessen Mitglieder auf Beschluss des Senates vom 11. Mai einer eingesetzten öffentlichen Unterstützungsbehörde beitraten. Gleichzeitig gaben die großflächigen Zerstörungen in der Altstadt Gelegenheit, das innere Stadtgebiet umfassend neu zu gestalten und die Infrastruktur zu modernisieren. Die Planungen dazu wurden ebenfalls noch im Mai 1842 unter der Federführung des englischen Ingenieurs William Lindley in Angriff genommen, noch bevor am 26. Mai die Aufräumarbeiten begannen. Maßgeblich beteiligt an der Erneuerung des Stadtbildes war der Hamburger Architekt Alexis de Chateauneuf, außerdem flossen Vorschläge des Architekten Gottfried Semper in das Gemeinschaftswerk ein. Besonders radikal änderte sich das Gebiet um die Kleine Alster, wo ein neues Stadtzentrum geschaffen wurde. Klosterstraßenfleet und Gerberstraßenfleet wurden zugeschüttet, die Kleine Alster in ihre heutige rechteckige Form gebracht und der Platz für Rathaus und Rathausmarkt vorbereitet, auch wenn es noch 44 Jahre bis zur Grundsteinlegung für das heutige Hamburger Rathaus dauern sollte, und weitere elf Jahre bis zu seiner Eröffnung.

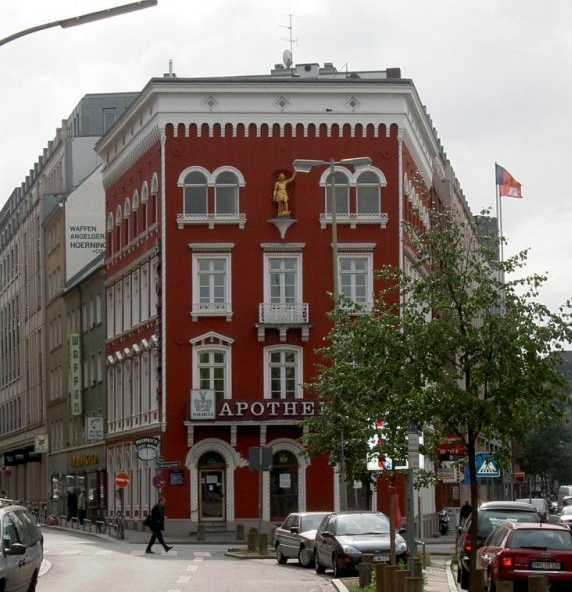
Niemitz-Apotheke: typische Neubebauung nach dem Brand

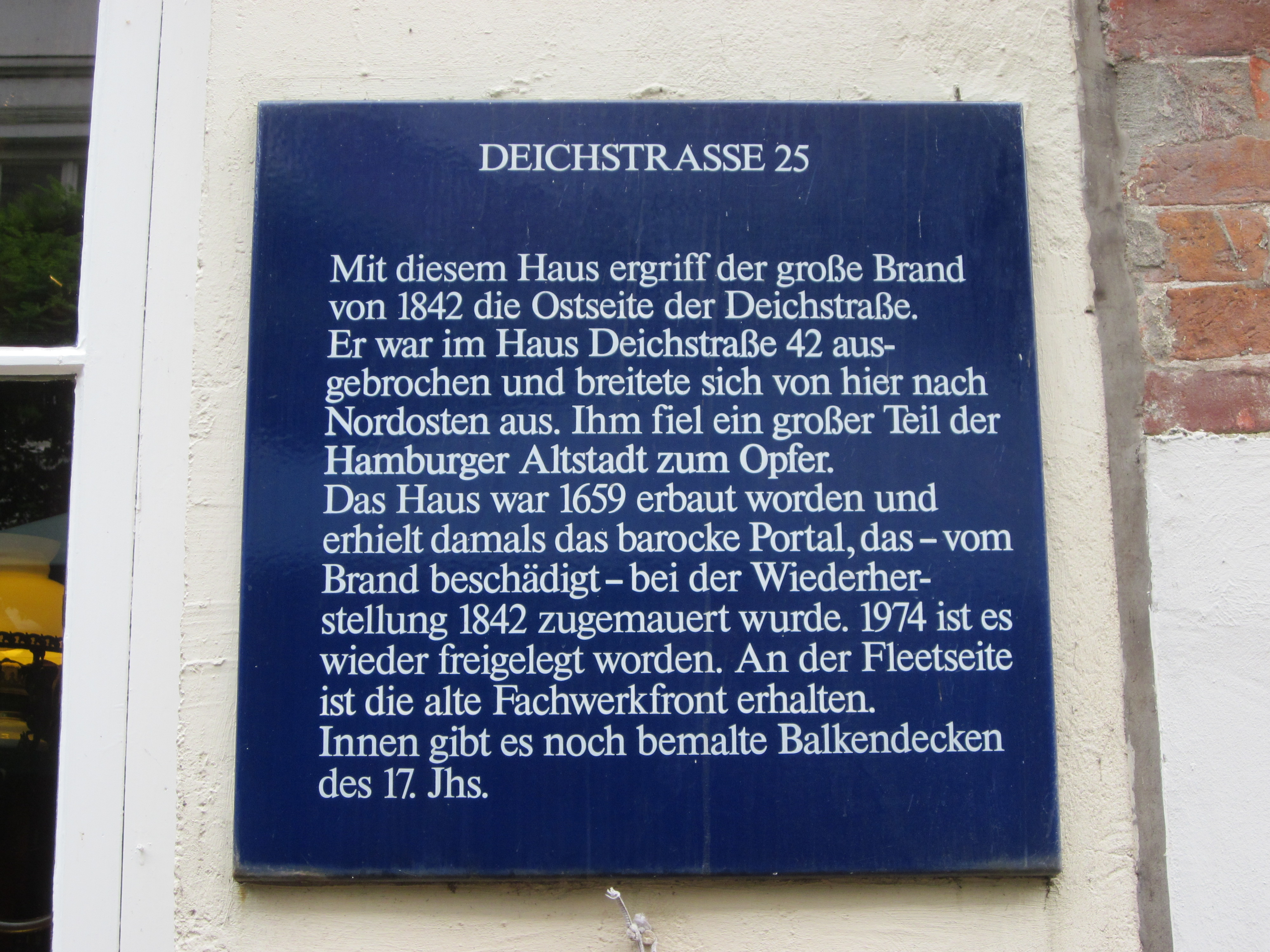
Plakette in der Deichstraße

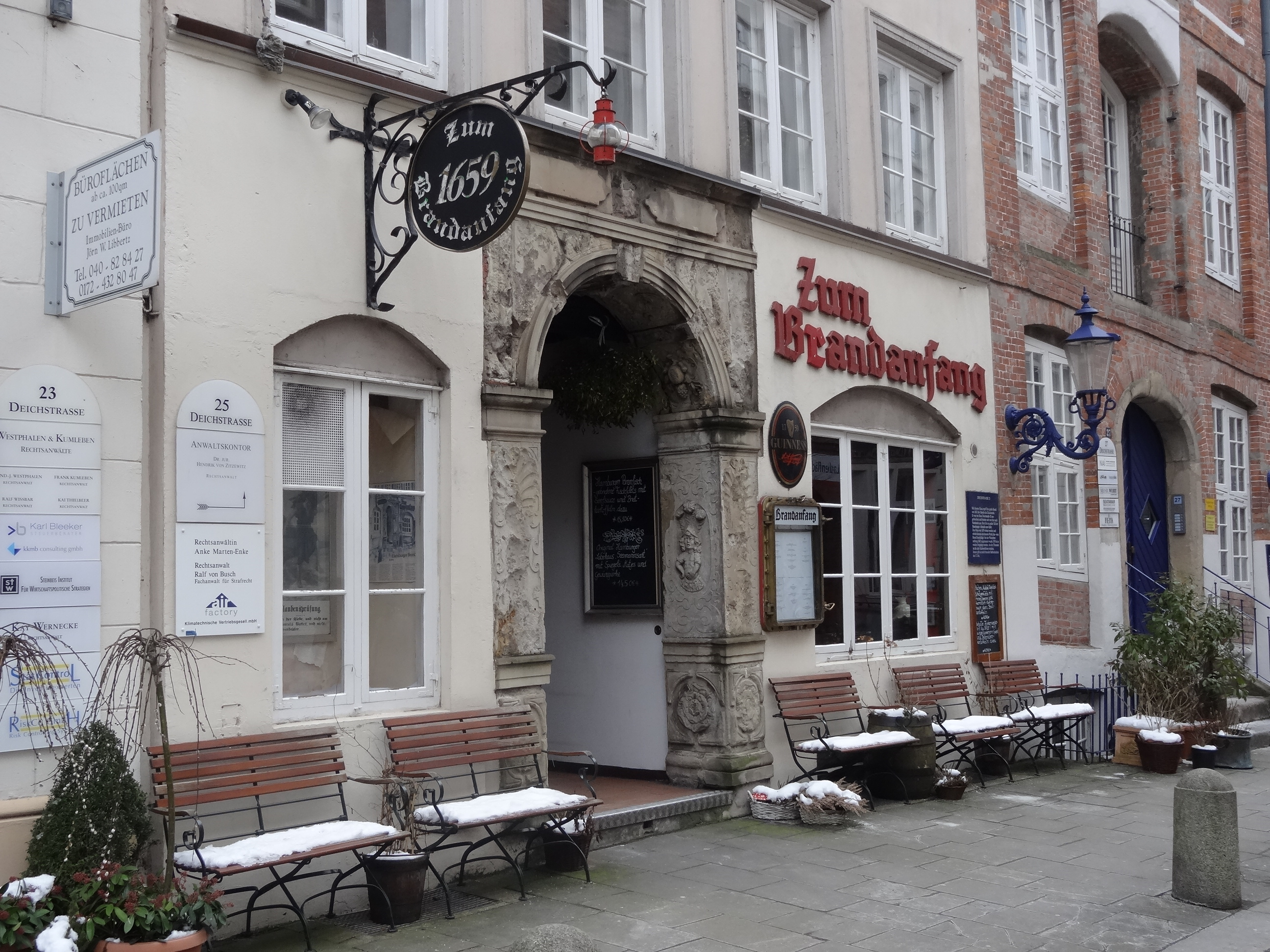
Haus Zum Brandanfang in der Deichstraße 25

Kennzeichnend für die Bauten, die nach dem großen Brand entstanden, waren klassizistische Formen und Anleihen bei italienischen Städten. Prägend wurde der Rundbogenstil, der das Erscheinungsbild zahlreicher Bauten wie des Postgebäudes oder der Niemitz-Apotheke am Georgsplatz bestimmt. Diese Nachbrandarchitektur ist heute noch etwa bei den Alsterarkaden oder dem Postgebäude des Architekten Alexis de Chateauneuf zu sehen, insgesamt sind allerdings nur wenige Beispiele erhalten geblieben.
Am 16. Juni beschloss die Bürgerschaft auf Antrag des Senats die Einsetzung einer außerordentlichen Rats- und Bürgerdeputation zum Wiederaufbau der Stadt. Zu den Aufgaben sollten die bauplanerischen Begleitung, die Beschlussfassung über die dafür notwendigen Geldmittel, aber auch zur Verbesserung des Löschwesens und der innerstädtischen Wasserversorgung, sowie der Reform der Feuer-Kasse gehören. Der Deputation sollten fünf Mitglieder des Senats und vierzehn Bürger angehören. Unter ihnen waren
- Senatssyndicus Wilhelm Amsinck,
- Senatssyndicus Edward Banks,
- Senator Andreas Friedrich Spalding,
- Senator Martin Johann Jenisch der Jüngere,
- Senator Heinrich Kellinghusen,
- Oberalter Johann Jürgen Nicolaus Albrecht,
- aus dem Kollegium der 60er Anton Dietrich Schröder,
- aus der der Kämmerei Friedrich Hinrich Suse und Christian Wilhelm Köhler sowie
- Eduard Johns und Hermann Baumeister als Deputierte aus dem Kirchspiel St. Petri,
- Christian Jacob Johns und Georg Heinrich Kaemmerer aus dem Kirchspiel St. Nicolai,
- Johannes Amsinck und Heinrich Geffcken aus dem Kirchspiel St. Katharinen,
- Carl Ludwig Daniel Meister und Franz Georg Stammann aus dem Kirchspiel St. Jacobi sowie
- Johann Friedrich Anton Wüppermann  und Theodor Dill aus dem Kirchspiel St. Michaelis.

Die innerstädtische Wasserversorgung durch Schöpfwerke war großenteils vernichtet und wurde auch nicht wiederhergestellt; stattdessen errichtete man ein Wasserwerk in Rothenburgsort. Zerstört waren ebenfalls die Wassermühlen an der Alster. Obwohl sich abzeichnete, dass Wassermühlen technisch überholt waren, baute man noch eine neue Stadtwassermühle an der Poststraße, die durch eine unterirdische Leitung von der Binnenalster gespeist wurde.
Die Stauhöhe der Alster konnte gesenkt werden, was die Gebiete Uhlenhorst und Harvestehude für eine Besiedelung verfügbar machte. Auch der bisher überwiegend als Weideland genutzte Hammerbrook wurde nach dem Brand planmäßig entwässert, aufgehöht und erschlossen, um zusätzlichen Wohnraum für die zahlreichen Obdachlosen zu schaffen. Im Bereich der Innenstadt wurden erste Fleete mit Trümmerschutt verfüllt, um unter anderem Platz für breitere Straßen zu schaffen.
Für die Stadtentwässerung wurden unterirdische Kanäle zur Elbe gegraben. Außerdem begann man mit dem Aufbau einer Gasbeleuchtung anstelle der alten Öllampen.
Von den drei zerstörten Kirchen wurden nur zwei wiederaufgebaut. Die Petrikirche erhielt in etwa ihr altes Aussehen und ist in
dieser Form bis heute erhalten geblieben; anstelle der alten Nikolaikirche entstand einer der bedeutendsten neugotischen Kirchenbauten Europas. Der neue Turm war lange Zeit das höchste Gebäude Hamburgs. Die neue Nikolaikirche wurde aber im Zweiten Weltkrieg schwer beschädigt, und heute stehen nur noch der Turm und einige Mauerreste.
Für das Hamburger Umland hatte der Brand vor allem eine wirtschaftliche Bedeutung. Die Ziegeleien in den Marschgebieten beispielsweise an Elbe und Oste florierten in der Folgezeit wegen des großen Baustoffbedarfs.
Ein wichtiges Ereignis der Hamburger Geschichte musste wegen des Großen Brandes verschoben werden, nämlich die Eröffnung der ersten Hamburger Eisenbahnstrecke. Diese führte nach Bergedorf und sollte am 7. Mai 1842 dem Verkehr übergeben werden. Anstelle von Ehrengästen beförderten die ersten Züge Flüchtlinge aus der brennenden Stadt – der planmäßige Betrieb wurde erst am 17. Mai ohne Feierlichkeiten aufgenommen.
Am 8. Mai 1843, dem ersten Jahrestag des Brandes, wurde auf Antrag Eines Ehrbaren Rathes an Erbgesessene Bürgerschaft beschlossen, mit einer Commission den innigsten Dank für die unterschiedlichen Hilfeleistungen darzubringen und die feierliche und öffentliche Überreichung von Gedenkmünzen und -medaillen aus Bronze bzw. Kupfer der geschmolzenen Glocken vorzunehmen.
Zur besonderen Anerkennung wurden 1843 Johann Smidt, dem Bürgermeister der Freien Hansestadt Bremen, dem Oberpräsidenten der Stadt Altona und dem Oberpräsidenten der preußischen Provinz Sachsen zu Magdeburg das Hamburgische Ehrenbürgerrecht verliehen.

## Schadensersatz durch die Feuerversicherer
Die Hamburger Feuerkasse, die alle betroffenen Gebäudebesitzer entschädigte, gab an, dass 20 Prozent des Gebäudebestands zerstört waren. Sie musste Kredite aufnehmen, die erst 40 Jahre später vollständig abbezahlt waren. Die Aachener Feuerversicherungs-Gesellschaft, eine Vorläuferinstitution der heutigen AachenMünchener Versicherung, zahlte eine Entschädigungssumme von 320.000 Talern; die hauptgeschädigte Feuerversicherungsbank, die Gothaer Feuer, zahlte insgesamt 1,4 Millionen Taler als Entschädigung. Der gesamte Sachschaden wurde auf mehr als 140 Millionen Mark geschätzt. Die Hamburger Feuerkasse, eine öffentliche Gebäudeversicherungsanstalt, hatte bei einer Gesamtversicherungssumme von 223 Millionen Mark einen Schaden von 45 Millionen Mark zu ersetzen. Dazu wurde eine Anleihe in Höhe von 48 Millionen Mark aufgelegt, deren Tilgung zum Teil aus Steuermitteln erfolgte und erst 1888 abgeschlossen war. Diese durchaus logische Verfahrensweise konnten die privaten Feuerversicherungen nicht wählen. So musste die 1795 auf Betreiben von Georg Ehlert Bieber gegründete Association Hamburgischer Einwohner zur Versicherung gegen Feuersgefahr Insolvenz anmelden, weil sie bei einer Schadensersatzforderung von mehr als 18 Millionen Mark nur über Rücklagen von 500.000 Mark verfügte. Zwei Hamburger Feuerversicherungen ereilte das gleiche Schicksal: die Zweite Hamburgische Assekuranz-Compagnie mit 1,6 Millionen Mark und die Fünfte Hamburgische Assekuranz-Compagnie mit 4,3 Millionen Mark Schadenssumme. Eine weitere Versicherung, die Patriotische Assekuranz-Compagnie, verdoppelte ihr Aktienkapital und konnte die Schadenssumme in Höhe von 1,5 Millionen Mark ausgleichen. Der Feuerassekuranzverein Altona, der nur wenig betroffen war, konnte die Forderungen voll erfüllen. Größtenteils sehr schnell und in voller Höhe beglichen die überregionalen, teils ausländischen Feuerversicherer ihre Verpflichtungen. Dazu gehörten zwei französische, drei oder vier englische und vier deutsche Versicherer (Aachen und Münchener, Colonia, Leipziger und die Gothaer). Die 1782 gegründete Londoner Phoenix Assurance Company veröffentlichte in einer Festschrift der Boulevardzeitschrift Daily Herald im Jahre 1960 eine Schadenssumme von 250.000 Pfund Sterling – das entsprach etwa 1,7 Millionen Talern, die Versicherungsgesellschaft Sun nannte in der gleichen Zeitschrift eine Summe von 117.000 Pfund, entsprechend 800.000 Talern. Die Londoner Allianz nannte in einer 1924 erschienenen Festschrift 40.000 Pfund – 170.000 Taler. Unter den englischen Versicherer hatte die Liverpooler Royal den größten Schaden, der noch höher als der der Sun war. Die Schäden der deutschen Versicherer beliefen sich auf 1,4 Millionen Taler bei der Gothaer, 320.000 Taler bei der Aachener und Münchener, 114.000 Taler bei der Colonia und 67.000 Taler bei der Leipziger. Der Aachener-und-Münchener-Direktor Brüggemann sorgte persönlich dafür, dass alle Schäden innerhalb von zwei Wochen gezahlt waren, die Colonia tat dies innerhalb von fünf Wochen und die Gothaer innerhalb von drei Monaten.

## Rezeption
Heinrich Heine, der 1843 eine Deutschlandreise unternahm, besuchte auch das wieder im Aufbau befindliche Hamburg. Der Hamburger Brand ist in das 21. Kapitel (Caput XXI) seines Versepos Deutschland. Ein Wintermärchen eingegangen.

### Zeitgenössische Darstellungen
1842
- N.N.: Hamburgs Schreckenstage, in: Der Freischütz, Band 18, 1842, S. 290–299, Digitalisat, ZDB-ID 2645241-8
- J. A. Michaelis: Hamburg’s Brand-Unglück des Ausland’s unsterblicher Ruhm. Eine ausführliche Beschreibung der schrecklichen Feuersbrunst, welche Hamburg vom 5ten bis 8ten Mai 1842 so schwer heimgesucht, nebst deren Folgen. Hamburg, Auf Kosten des Verfassers, 1842, Digitalisat
- Große Feuersbrunst in Hamburg. In: Der Humorist. 6. Jahrgang, Nr. 96. Wien 14. Mai 1842, S. 390–391 (Digitalisat).
- Große Feuersbrunst in Hamburg. In: Der Oesterreichische Beobachter. Nr. 134. Wien 14. Mai 1842, S. 530–532 (Digitalisat).

1843
- Karl Heinrich Schleiden: Versuch einer Geschichte des großen Brandes in Hamburg vom 5. bis 8. Mai 1842, Hoffmann und Campe, Hamburg 1843, Digitalisat
- Ludolf Wienbarg: Hamburg und seine Brandtage. Ein historisch-kritischer Beitrag. Kittler, Hamburg 1843.

1844
- Friedrich Clemens Gerke: Hamburg’s Gedenkbuch, eine Chronik seiner Schicksale und Begebenheiten vom Ursprung der Stadt bis zur letzten Feuersbrunst und Wiedererbauung, B. S. Berendsohn, Hamburg 1844,  S. 775ff., Digitalisat

### Belletristik
- Elise Averdieck: Roland und Elisabeth (= Kinderleben. Theil 2). Kittler, Hamburg 1851 (207. Tausend der Gesamtauflage. Köhler, Hamburg 1962), Erzählungen um den Hamburger Brand für Kinder von 6 bis 10.
- Elise Averdieck: Der Hamburger Brand. 1842. Saucke, Hamburg 1993.
- Arne Buggenthin: 1842. Der große Brand von Hamburg. Acabus-Verlag, Hamburg 2019.
- Edgar Maass: Das große Feuer. Roman. Propyläen-Verlag, Berlin 1939 (von Schröder, Hamburg 1950).
- Carl Reinhardt: Der fünfte May. Ein Lebensbild von der Unterelbe, 4 Bände, Wigand, Leipzig 1866–1868, Band 1 Digitalisat, Band 2 Digitalisat, Band 3 Digitalisat und Band 4 Digitalisat; verschiedene Neuauflagen, teils gekürzt, z. B.: 76.–80. Tausend. Neu durchgesehen und mit einem Nachwort versehen von Harald Busch. Christians u. a., Hamburg 1989, ISBN 3-7672-0498-3).
- Paul Schurek: Der Hamburger Brand. Erzählung. Glogau, Hamburg 1922 (ebenda 1949).